# Âm hoàng hậu (Hán Hòa Đế)
Hiếu Hòa Âm Hoàng hậu (chữ Hán: 孝和陰皇后, ? - 103), hay còn gọi Phế hậu Âm thị (廢后陰氏), là Hoàng hậu đầu tiên của Hán Hòa Đế Lưu Triệu thời kỳ Đông Hán.
Bà là vị Phế hậu thứ hai của nhà Đông Hán sau Hoàng hậu Quách Thánh Thông của Hán Quang Vũ Đế. Trong khi đó, bà lại có quan hệ họ hàng với Âm Lệ Hoa - Kế hậu của Quang Vũ Đế.

## Tiểu sử
Âm hoàng hậu xuất thân danh giá, dòng dõi gia tộc Tân Dã Âm thị (新野陰氏) ở huyện Tân Dã, quận Nam Dương, Hà Nam, có nguồn gốc từ Quản Trọng nước Tề. Bà là con gái của Âm Cương (陰綱), cháu nội của Âm Thức (陰識) - huynh trưởng của Quang Liệt Âm hoàng hậu, Kế hoàng hậu của Hán Quang Vũ Đế Lưu Tú. Theo Hậu Hán thư ghi lại, Âm thị từ nhỏ thông tuệ, giỏi đọc sách và các món nữ công gia chánh, cầm kì thi họa. 
Năm Vĩnh Nguyên thứ 4 (92), Âm thị nhập cung, do là cháu mấy đời của Quang Liệt hoàng hậu nên rất được chiếu cố, phong làm Quý nhân, được Hán Hòa Đế sủng ái. 
Năm thứ Vĩnh Nguyên 8 (96), sau nhiều lần bàn định, Hán Hòa Đế lập Âm quý nhân làm Hoàng hậu. Ngoại thích họ Âm từ đó được gia ân, cha bà Âm Cương được phong Ngô Phòng hầu (吳房侯), quan tước đặc biệt chiếu cố, 3 người anh em của Âm hoàng hậu là Âm Dật (陰軼), Âm Phụ (陰輔) và Âm Xưởng (陰敞) đều vào cung phong làm Hoàng môn Thị lang (黃門侍郎).

## Bị phế
Cũng trong năm Vĩnh Nguyên thứ 8, cháu nội của Khai quốc công thần Đặng Vũ là Đặng Tuy tiến cung, phong làm Quý nhân. Từ khi Đặng quý nhân xuất hiện, Âm hậu giở thói ghen tuông mù quáng, khiến Hán Hòa Đế chán ghét. Biết Hoàng đế đang hiếm muộn, Đặng quý nhân luôn tạo điều kiện cho Hòa Đế ân ái với phi tần khác, trong khi Âm hoàng hậu lại ngăn cản, bắt Hòa Đế xa lánh cung phi. Đặng thị do đó ngày càng nổi tiếng hiền đức ở trong cung.
Năm Vĩnh Nguyên thứ 13 (101), Hán Hòa Đế lâm bệnh, ở trong Chương Đức cung, ban lệnh: "Không ai được vào nếu không được gọi". Nghĩ Hòa Đế không qua khỏi, Âm hậu nói với mọi người sau khi Hòa Đế mất sẽ đắc chí trả thù Đặng quý nhân. Một cung nữ vì thương Đặng quý nhân nên lén đi báo, Đặng Tuy ca thán: "Ta dụng tâm đối đãi Hoàng hậu, không những không được lòng cảm thương của người, lại bị xem là tội đồ. Ta tuy thân phận đàn bà, nhưng cũng xin như Chu Công thỉnh mệnh giúp bệnh Chu Vũ vương; Việt Cơ tự sát vì Sở Chiêu vương. Như thế, trên có thể báo đáp thiên ân của Hoàng đế, dưới có thể bảo toàn gia tộc họ Đặng tránh họa diệt môn, tránh cho bản thân ta bị biến thành Nhân trư nhục nhã".
Năm Vĩnh Nguyên thứ 14 (102), có người tố cáo Âm hậu bí mật nhờ bà ngoại là Đặng Chu (鄧朱) nuôi trùng độc hại Đặng quý nhân. Hán Hòa Đế tức giận, lệnh cho Trung thường thị Trương Thận (張慎) và Thượng thư Trần Bao (陳褒) thẩm vấn Đặng Chu cùng những người có liên can. Hai người con của Đặng Chu tên Phụng (奉), Nghi (毅) cùng em trai của Âm hậu là Âm Dật và Âm Phụ bị tra khảo. Phụng, Nghi và Âm Phụ chết trong ngục. Hòa Đế cho rằng Hoàng hậu thất đức, bèn sai Tư đồ Lỗ Cung (魯恭) đến Trường Thu cung tịch thu sách bảo và ấn tín của Âm hậu, đày bà vào Đồng cung (桐宮) - nơi giam giữ tội nhân. 
Năm đó, tháng 6, ngày Tân Mão, Hòa Đế ra chỉ phế truất Âm hoàng hậu, Ngô Phòng hầu Âm Cương tự sát; Âm Dật, Âm Xưởng cùng nhà ngoại của Âm hậu đều bị bãi chức, phải di dời sang nơi khác. Năm Vĩnh Nguyên thứ 15 (103), uất ức về việc bị phế, Âm hậu qua đời, độ chừng 23 tuổi, được an táng ở Lâm Bình Đình bộ (臨平亭部). Mùa đông năm đó, Đặng Tuy được lập làm Kế hậu. 
Vào năm Vĩnh Sơ thứ 4 (110), Đặng Tuy khi này là Hoàng thái hậu nắm quyền thiên hạ, hạ chỉ cho phép người nhà Âm hậu quay về cố hương, trao trả tài sản cho họ hơn 500 vạn thạch.